# Nat Lee
Nathaniel Bess „Nat“ Lee Jr. (* 25. Mai 1954 in Richmond (Virginia); † 14. Januar 2024) war ein US-amerikanischer Funk-, Soul- und Rhythm-and-Blues-Musiker (Keyboard, Arrangement, Komposition).

## Leben und Wirken
Nat Lee wuchs im Stadtteil Maymont von Richmond auf und zog mit seiner Familie als Teenager nach Norwood Court in Northside. Er wurde wie sein in Oberlin ausgebildeter Vater mit einem musikalischen Talent geboren und erhielt seit seiner Kindheit eine Musik-Ausbildung. Gemeinsam mit seinen Freunden aus der Nachbarschaft von Maymont gründete er eine erste Band. Er besuchte die John Marshall High School und machte 1972 seinen Abschluss an der Thomas Jefferson High School, wo er im Tennisteam spielte und in lokalen Bands auftrat. 1976 schloss er sein Studium an der Virginia State University mit einem Bachelor-Abschluss in Musikpädagogik ab. Seine Vielseitigkeit als Musiker reichte von Soul, Funk, R&B, Jazz, Reggae bis zu europäischer klassischer Musik.
Lee spielte Keyboards in mehreren lokalen Musikgruppen, darunter bei Stacy Henry and the Majestics, Oneness of JuJu (Space Jungle Luv) und dem Southern Energy Ensemble. Nach seinem Abschluss war er durch seine Verbindung zur Familie von Isaac Hayes mit der in Philadelphia ansässigen Musikindustrie verbunden. Er arbeitete als Keyboarder, Arrangeur und Produzent für verschiedene landesweit bekannte Gruppen und Sänger, darunter Evelyn „Champagne“ King, Teddy Pendergrass, Gloria Estefan, Tony Bennett und Harold Melvin and the Blue Notes. Als Sessionmusiker war er auch bei Aufnahmen von Gary Toms Empire, Lon Moshe & The Southern Freedom Arkestra, John Pegram, Teddy Pendergrass und der Formation T Life beteiligt.
Des Weiteren war Lee, wie schon sein Vater, als Musiklehrer an den öffentlichen Schulen von Richmond tätig. Er fungierte als Banddirektor der Armstrong High School. Ab den späten 1980er Jahren arbeitete er in der Unterhaltungsbranche von New York City bis Miami. 1996 begann er Seine Tätigkeit als erster afroamerikanischer Musikdirektor der Kreuzfahrtlinie Princess Cruise Lines (bekannt als „Love Boat“). 2009 kehrte Lee nach Richmond zurück. Während seiner gesamten Karriere unterstützte er die Richmond Jazz Society in ihren Programmen für Kinder und Senioren.